# Lussant
Lussant är en kommun i departementet Charente-Maritime i regionen Nouvelle-Aquitaine i västra Frankrike. Kommunen ligger  i kantonen Tonnay-Charente som ligger i arrondissementet Rochefort. År 2022 hade Lussant 1 013 invånare.

## Befolkningsutveckling
Antalet invånare i kommunen Lussant
Referens:INSEE